# Preston (Nebraska)
Preston je selo u američkoj saveznoj državi Nebraska. Prema popisu stanovništva iz 2010. u njemu je živjelo 28 stanovnika.